# Dialeges antennarius
Dialeges antennarius là một loài bọ cánh cứng trong họ Cerambycidae.